# Bekrönung

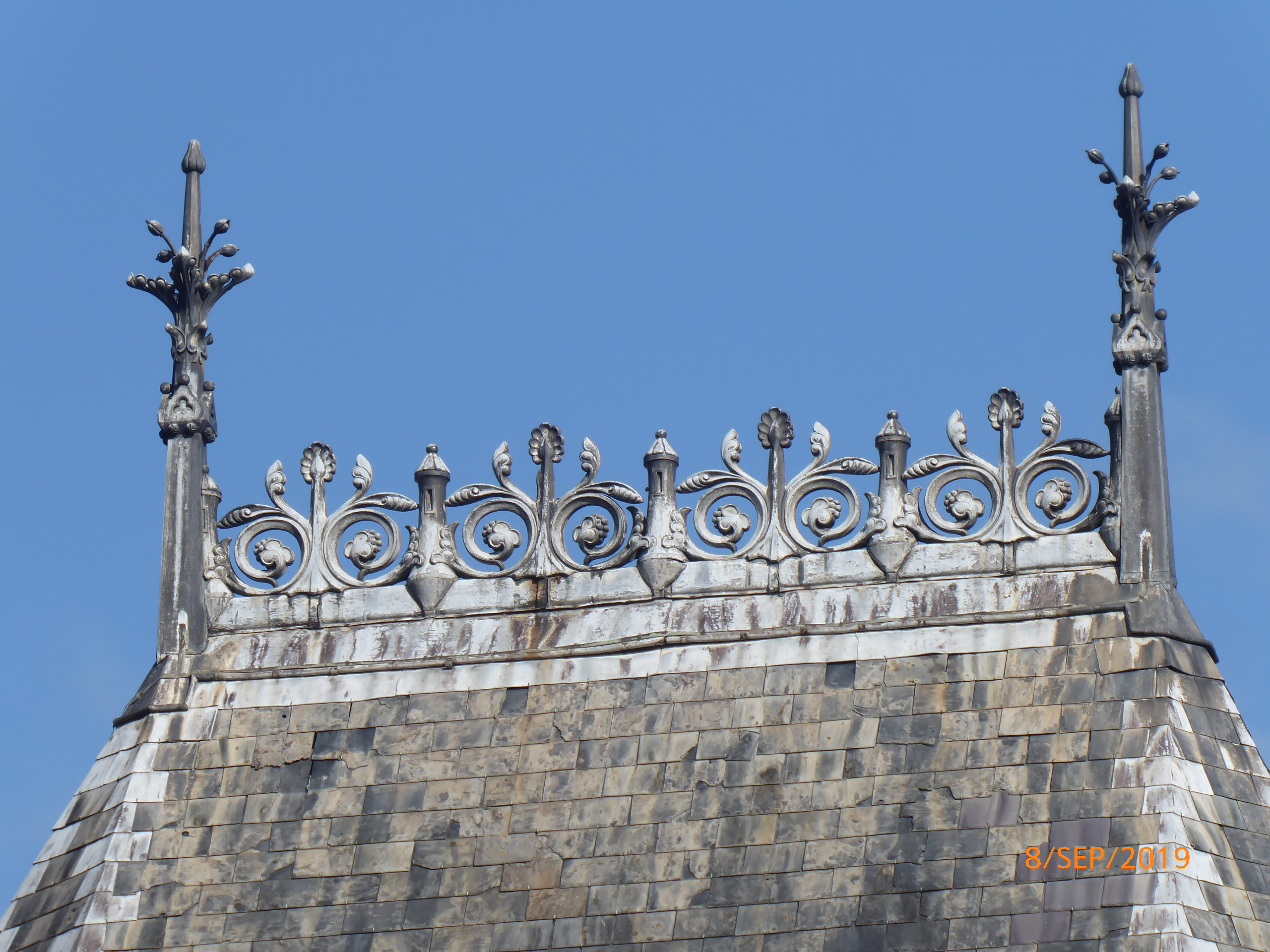
Firstbekrönung auf einer Kapelle der Kathedrale von Saint Omer

Eine Bekrönung ist in der Architektur allgemein der schmückende Aufbau oder die schmückende obere Endigung verschiedener Bauteile.

## Verwendung
Gemäß der allgemeinen Definition als schmückender Aufbau werden auch große Gebäudeteile wie Zierdächer und Turmhelme als Bekrönungen bezeichnet. Im engeren Sinne sind jedoch bekrönende einzelne Bauteile gemeint.

### Dachbekrönungen
Das ohnehin in der Architektur eine herausragende Rolle spielende Steildach kann zusätzlich vielfacher Ansatzpunkt für zierende Bekrönungen sein. Am auffälligsten sind Giebelbekrönungen, zum Beispiel mit Fialen oder Wetterfahnen sowie besonders gestaltete Stufengiebel und Volutengiebel. Vgl. auch Hauptartikel: → Giebel
Die Zier des Dachfirstes ist die Firstbekrönung; solchen Zierrat – auch in Form eines Dachkamms – gibt es auch an Gerät und Mobiliar. Im Bereich der Dächer können auch Stirnziegel als Bekrönung eingesetzt werden. 
Bei Flachdächern klassischer Architektur kann die Attika wie eine Bekrönung einer Fassade wirken. 

### Fenster-, Tür- und Portalbekrönungen
In der klassischen Architektur sind Fenster, Türen und Portale nicht nur gerahmt, sondern auch mit einer Verdachung versehen, die zur Bekrönung wird, wenn sie besonders reich verziert ist. Die Zierde kann beispielsweise aus reicher Rahmenprofilierung, Supraporten oder Skulpturenschmuck bestehen. Vgl. auch Gesprengter Giebel. Vergleichbare Bekrönungen können auch Bilderrahmen verzieren.
Zu solchen Bekrönungen können in der Gotik auch Wimperge zählen. 

### Maßwerk
Im Maßwerk wird überm einfachen Stabwerk der schmuckvolle obere Teil als Couronnement (franz. für Bekrönung) bezeichnet.

### Sonstige Bekrönungen
Viele weitere Bauteile können architektonisch und gestalterisch als Bekrönung eingesetzt werden, so etwa:
- Baldachin
- Gesprenge eines Altars
- Kreuzblume auf einer Fiale
- Zinne einer Burg- oder Stadtmauer
- Akroterion eines Giebeldreiecks

## Geschichte
Der Architekturschriftsteller Johann Friedrich Penther hat 1744 die Bekrönung als Amortissement bezeichnet: „(...) ist ein zierlicher zugespitzter Aufsatz auf etlichen Sachen, welcher einer Crone einiger maßen gleichet, und bisweilen auf Spiegeln, großen Stühlen, Betten ec zu sehen ist.“

Bekrönungen hatten eine bedeutende Rolle in der Architekturtheorie des 19. Jahrhunderts. Im deutschen Sprachraum gelten insbesondere Veröffentlichungen von Karl Bötticher (1806–1889) und Gottfried Semper (1803–1879) als einflussreich.

Beispiele
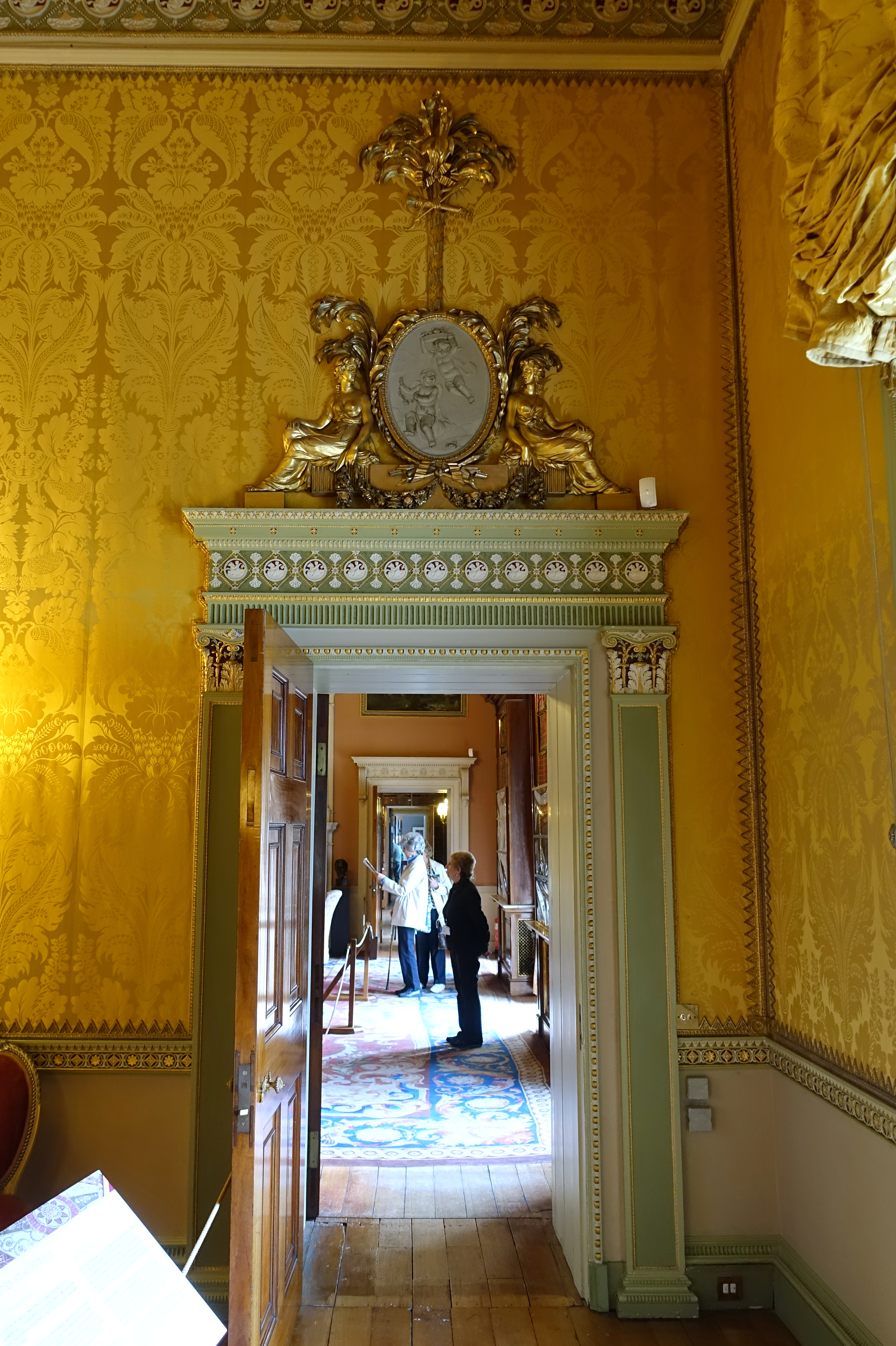
Türbekrönung durch Verdachung und Supraporte aus Relief-Tondo und Figuren
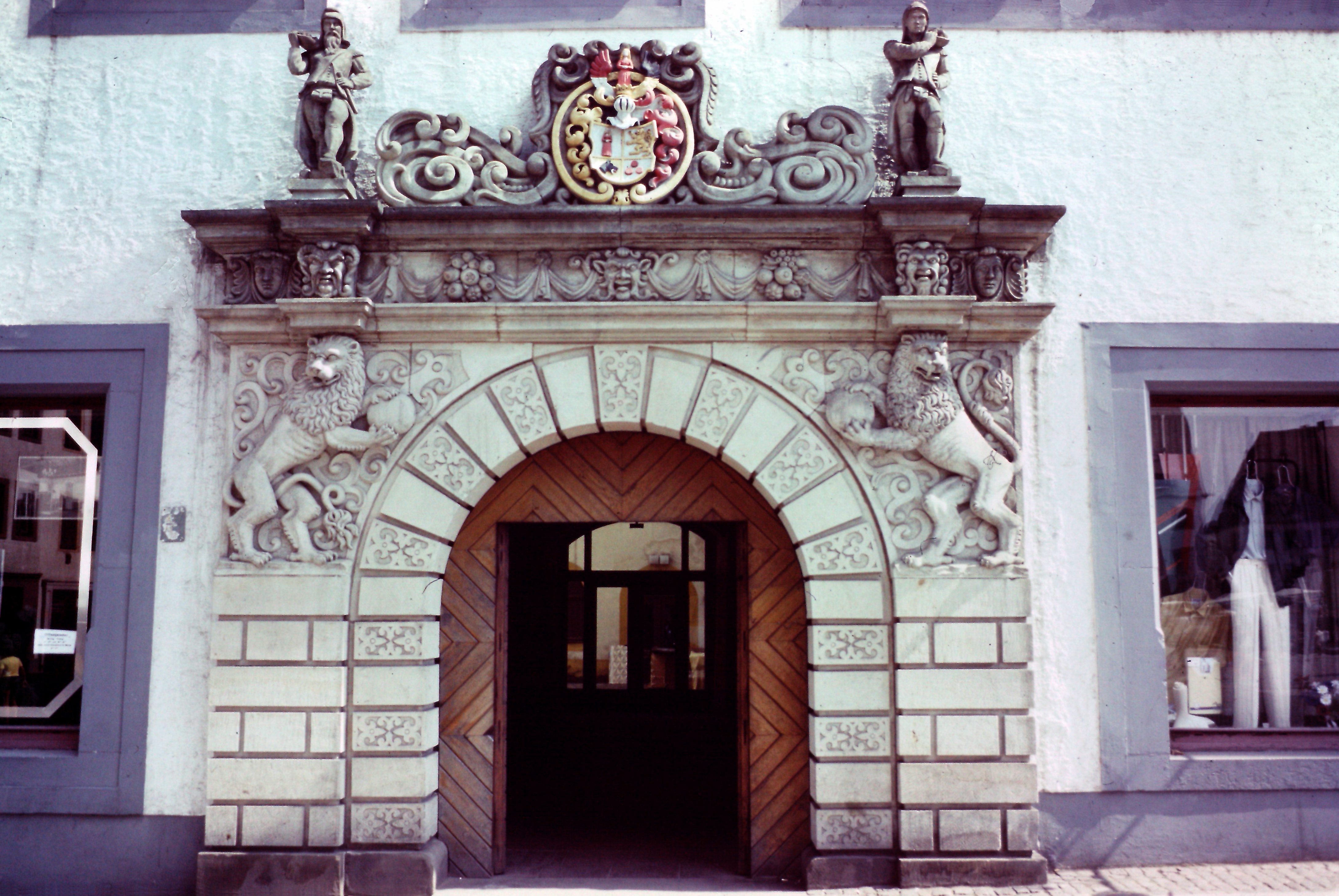
Wappenschmuck als Bekrönung eines Portals
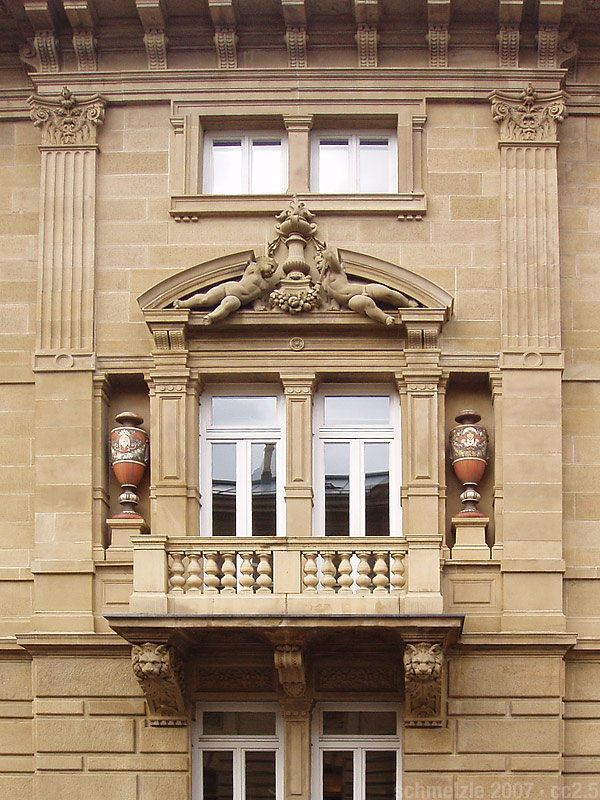
Gesprengter und mit Skulpturen geschmückter Segmentbogengiebel als Bekrönung einer Fenstergruppe
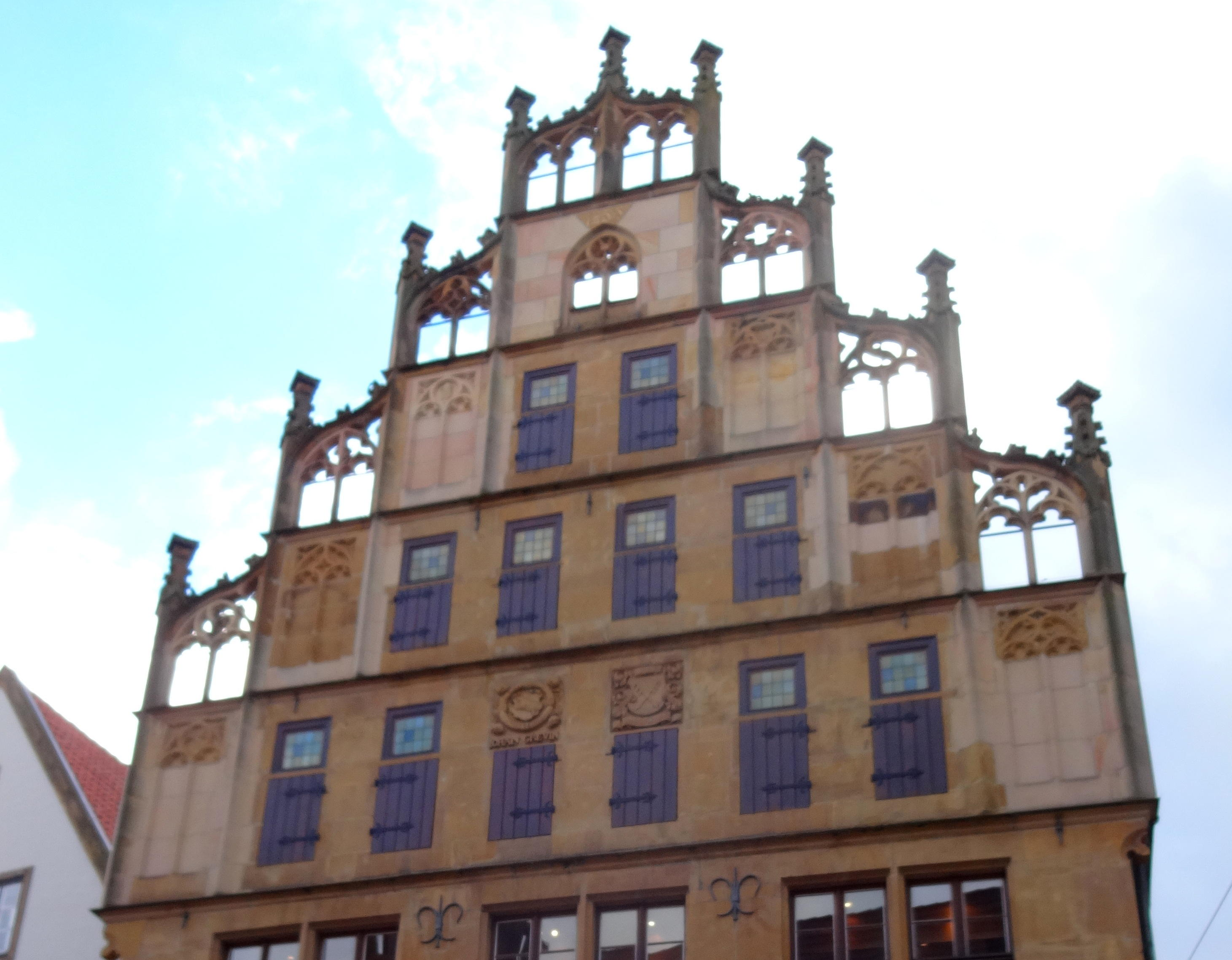
Crüwel-Haus (1530) in Bielefeld, Stufengiebel mit Fialen- und Maßwerkbekrönung
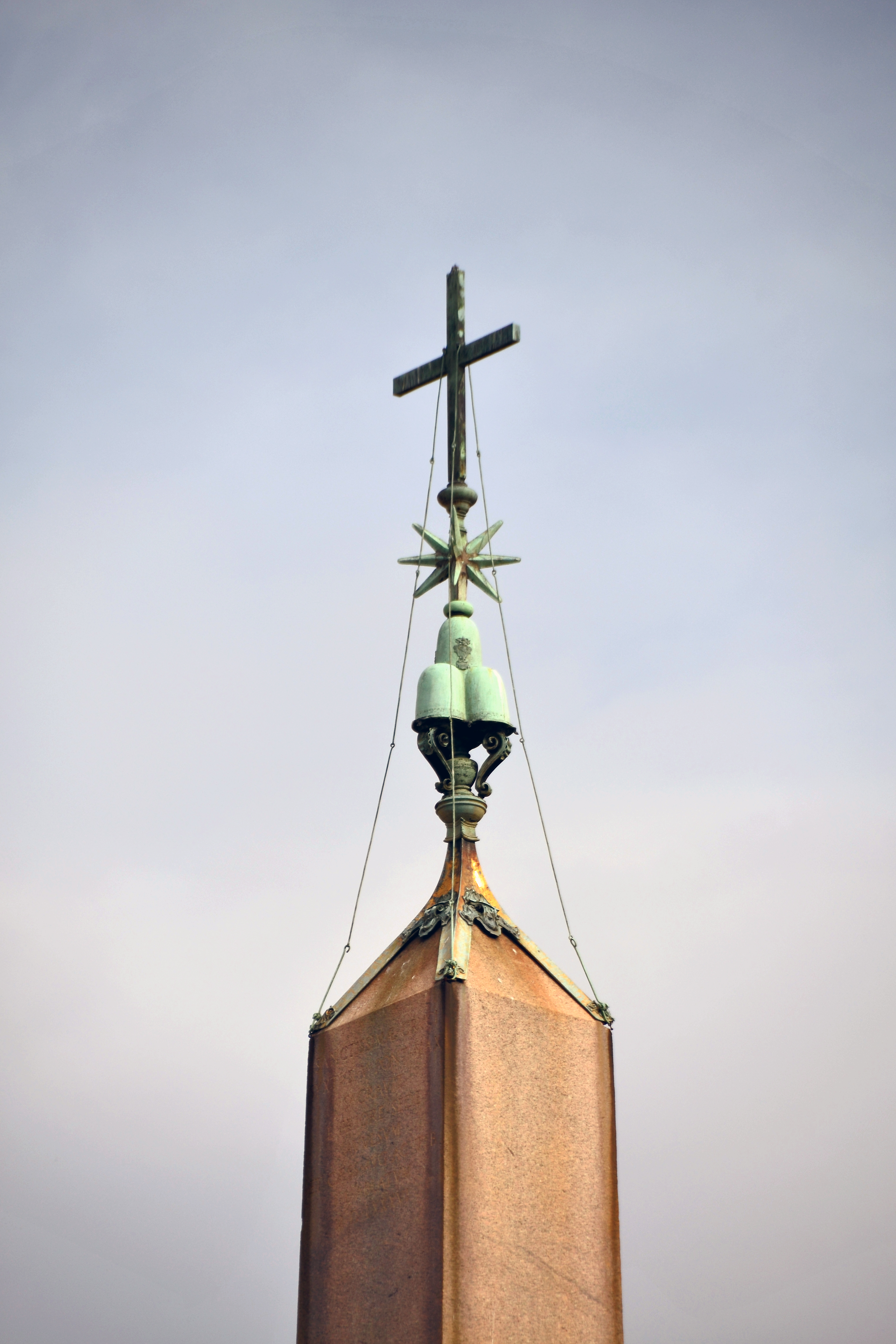
Bekrönung des Vatikanischen Obelisken, mit Papstwappen, Stern und Kreuz
Bekrönung der Gloriette im Schlosspark Schönbrun
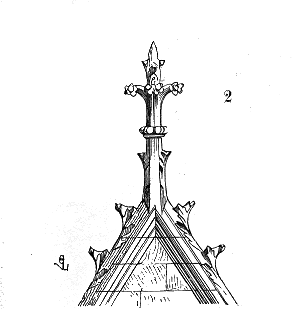
Kreuzblume als Bekrönung eines Wimpergs
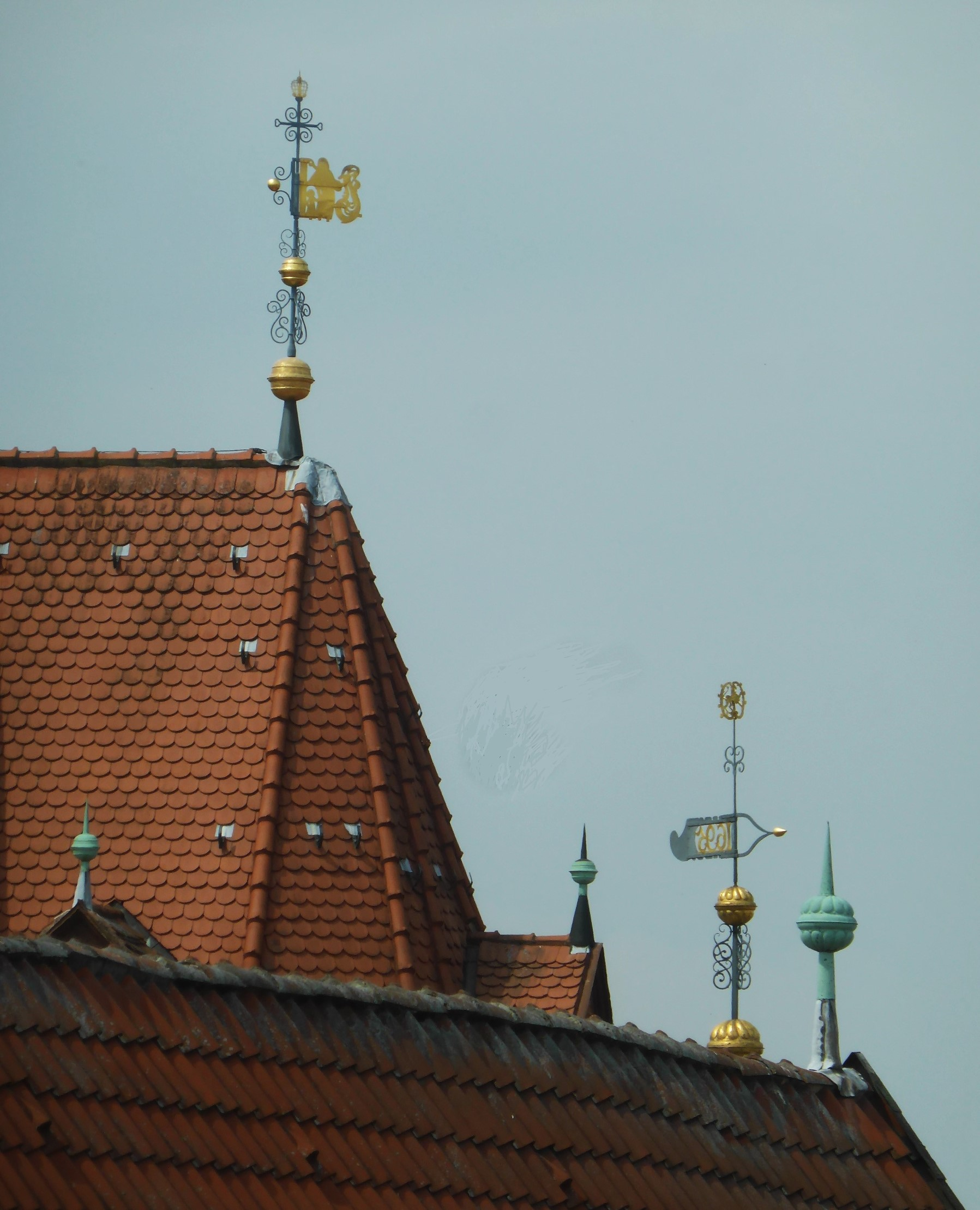
Giebel- und Dachbekrönnungen als Wetterfahnen und Knäufe (Altes Rathaus und Stadtkirche St. Marien in Celle)